# سلان دواک
سلان دواک (انگلیسی: Sloan Doak; ۲۸ ژانویهٔ ۱۸۸۶ – ۱۰ اوت ۱۹۶۵) سوارکار اهل ایالات متحده آمریکا بود.